# Someday World
Someday World è un album discografico in studio collaborativo dei musicisti Brian Eno e Karl Hyde (membro degli Underworld), pubblicato da Warp Records nel 2014.

## Tracce
1. The Satellites – 5:33
2. Daddy's Car – 4:50
3. A Man Wakes Up – 4:17
4. Witness – 5:06
5. Strip It Down – 4:43
6. Mother of a Dog – 5:37
7. Who Rings the Bell – 5:05
8. When I Built This World – 5:44
9. To Us All – 3:28